# Roy Lichtenstein
Roy Lichtenstein (Manhattan, New York, 27. listopada 1923. – New York, 29. rujna 1997.), bio je američki pop umjetnik. 
Lichtensteinova najranija serija slika, kojom je stekao ugled, bila je serija slika uvećanih crteža iz stripova. WHAAM! - prikazuje američki vojni mlaznjak kako ruši neprijatelja. Efekti javnog tiska u boji: debeli obrisi, površine čiste jednolične boje i savršeno osjenčane plohe. U seriji Potezi kistom, drugom polovicom 1960-ih, dovodi u pitanje spontanost apstraktnog ekspresionizma. Radi minuciozne poteze kistom, koje bi apstraktni ekspresionist napravio jednim potezom.

## Vanjske poveznice
- Lichtenstein Foundation - službena stranica